# Церетели, Георгий Ефимович
Гео́ргий Ефи́мович Церете́ли (груз. გიორგი ექვთიმეს ძე წერეთელი Гиорги Эквтимес дзе Церетели; 14 (26) мая 1842, селение Гориса, ныне Сачхерский муниципалитет ― 12 (24) января 1900, Тифлис, Тифлисская губерния, Российская империя) ― грузинский писатель, поэт и публицист, переводчик, литературный критик, романист.

## Биография
Георгий Ефимович Церетели родился в 1842 году в селении Гориса (ныне в Сачхерском муниципалитете). Его отец, Эквтиме, был сотрудником журнала «Цискари». Первоначальное образование Георгий Церетели получил дома, под руководством отца. В 1853 году его определили в Кутаисскую гимназию. По окончании гимназии он в 1860 году поступил на факультет естественных наук Петербургского университета. Вместе с Ильёй Чавчавадзе, Акакием Церетели, Нико Николадзе и другими грузинами, учившимися тогда в Петербурге, он участвовал в общественно-политических выступлениях передового студенчества, зачитывался произведениями Белинского, Чернышевского, Добролюбова. За участие в антиправительственной демонстрации студентов в 1861 году он был арестован и заключён в Петропавловскую крепость.
В 1863 году Георгий Церетели возвратился на родину и занялся педагогической деятельностью. В 1866 году он основал ежедневную газету «Дроэба», в 1868 году ― «Сельскую газету», в 1871 году начал издавать журнал «Сборник». в 1873 году Георгий Церетели поехал за границу и слушал лекции в Швейцарии и Германии по естественным и социологическим наукам. в 1877 году, возвратившись в Грузию, он активно начал сотрудничать в ряде газет и журналов.
В 1893 году по инициативе Георгия Церетели основывается еженедельная газета «Квали» (рус. «Борозда»), которая затем была передана им первой в Грузии марксистской организации «Месаме-даси». В 1896 году в этой газете было опубликовано стихотворение «Старец Ниника» юного Иосифа Джугашвили (Сталина).
Георгий Церетели писал стихи, рассказы, повести, романы, драматические произведения, статьи и корреспонденции по археологическим, естественнонаучным и сельскохозяйственным вопросам. Наиболее значительные его повести: «Книга путешественника», «Серый волк», «Тётушка Асмат»; широко известны его романы «Первый шаг» и «Гулкан». Георгий Церетели умер в 1900 году.

## Творчество
Г. Церетели в грузинской литературе выступил защитником критического реализма. Этот творческий метод он положил в основу своей художественной практики. В художественных произведениях Г. Церетели даны широкие картины современной ему социальной жизни. Он со всей полнотой предусмотрел пути исторического развития общественной жизни Грузии в XIX в. и с ними увязал своё творчество. Его произведения откликаются на актуальные вопросы своего времени. Крепостнический быт и его разложение, развитие капиталистических взаимоотношений, классовая дифференциация и борьба крестьянства против дворянства, усиление буржуазии, новое поколение интеллигенции и её деятельность—вот явления, отображённые Г. Церетели в его романах, повестях и рассказах.
Г. Церетели в основу своих художественных произведений кладёт реальные жизненные факты. «Книга путешественника», «Гулкани», «Первый шаг», «Цветок нашей жизни», «Серый волк», «Тётя Асмати», «Едишер Калбакиани» и другие произведения построены на конкретных фактах, и большинство выведенных в них персонажей имеют своих прототипов в жизни. Во всех этих произведениях чувствуется зоркий, наблюдательный глаз выдающегося писателя, глубоко проникающего в сущность жизни, выявляющего новые типы и характеры.
В романе «Гулкани» показана межа двух эпох, двух общественных формаций—феодально-крепостнической и буржуазной. Писатель видит наряду с уходящей общественной системой новую силу, которая постепенно усиливается и занимает высоты в социально-экономической жизни Грузии. Автор на основе этого становится на сторону буржуазных взаимоотношений и постоянно в соответствующих местах старается показать негодность феодального строя.
«Первый шаг» — один из лучших социальных романов в грузинской литературе. Главные действующие лица романа Бахва Пулава и Еремия Царба изображены сильно и правдиво, хорошо изображена социальная жизнь и жизненные контрасты. Этот роман интересен не только показом новых социальных сил, новых экономических взаимоотношений, но и как прекрасное художественное произведение, в котором действующие лица даны с особенной психологической напряжённостью и драматизмом. Широкий социальный фон и целая галерея типов—результат глубокого знания жизни автором; развитие сюжета в романе идёт с большой динамичностью; характер поступков действующих лиц мотивирован.
В романе «Первый шаг» изображён процесс социальной дифференциации, который со второй половины XIX в. в Грузии принимает широкий размах. В произведении показано развитие капитализма, выступление на общественном поприще торговой буржуазии (Бахва Пулава), её усиление и конфликт представителей нового класса со старой жизнью (Еремия Царба).
Особое место в творчестве Г. Церетели занимают колоритные рассказы «Тётя Асмати» и «Серый волк». В этих произведениях изображён быт деградирующего имеретинского дворянства, для которого наступление капитала создавало ещё большие внутри-сословные противоречия. Обедневшее мелкопоместное дворянство из-за личного экономического благополучия разрушает веками выработанные традиции родственных отношений. Вдова и бездетная Асмати из-за личных интересов предаёт своего брата Росапа. Асмати взяла на воспитание осиротевшую племянницу Нателу, но опекуном этой девочки считался брат Росап, в его же руках было имение сироты. Тётя Асмати воспитывала Нателу с таким намерением, чтобы по выходе её замуж имение перешло бы в собственность её, Асмати. Эта проворная старуха ясно чувствовала, каким препятствием был для неё брат. Поэтому сестра возбуждает дело против брата и возводит на него всевозможную клевету, обвиняет его в воровстве казённых денег. Асмати прибегает к страшной мести и, при помощи обанкротившегося подкупленного дворянина Отара, убивает крестьян, которые работали в имении, принадлежащем Нателе, и сжигает дом Росапа. Тётя Асмати безжалостный человек, её поступками руководит только личная выгода; чтобы достичь своей цели, она никого не жалеет. Своей сестре не уступает и Росап: он также забывает родственное чувство; не лишён и он коварства, и умело может одурачивать Асмати.
В рассказе «Серый волк» тоже дана картина борьбы и противоречий внутри дворянства. Автандил Квиматадзе своей тупой саблей в горах Сациоке, на деревьях, отмеченных другими, сделал и свои метки, чтобы таким путём присвоить эти деревья. За такие деяния народ прозвал его «серым волком». Автандил Квиматадзе вместе с Самсоном Джибиашвили сделался притеснителем народа. Рассказ показывает, как напряжены и осложнены экономические противоречия в обедневшем дворянстве; вероломство—характерная черта этих дворян.
В своих произведениях Г. Церетели показывает, как определяются действия людей взаимоотношениями с окружающей средой. Читатель имеет возможность проследить, как вместе с ходом развития сюжета постепенно, мотивированно идёт развитие характеров. Задача писателя-реалиста и заключается в том, чтобы показать эволюцию характеров под влиянием среды, показать действия человека в зависимости от впечатлений, полученных извне. Известно, что писатели-реалисты, показывая действия и поступки своих персонажей как реакцию на полученные извне впечатления, стремились определить и показать причину и закономерность, направляющую действия их героев. Это обстоятельство приводило их к значительным достижениям. Обстановка, в которой протекает интрига, представляет не только простой фон, который можно было бы изменить или исключить без ущерба произведению, но является существенным неотъемлемым элементом. В таких произведениях изображение природы, быта, социальной обстановки делается необходимым моментом, так как воздействие каждого из них определяет систему действия персонажей. Необыкновенная наблюдательность, знание жизненных явлений, точность деталей являются характерными для Г. Церетели.
Творчество Г. Церетели воссоздаёт в замечательно художественной форме историю жизни Грузии XIX в. Оно занимает почётное место в развитии новой грузинской литературы. Является отцом знаменитого деятеля грузинской, российской и международной социал-демократии Ираклия Георгиевича Церетели.

## Сочинения
- Церетели Георгий Сочинения. Вступительная статья Г. Натрошвили. Т. 1-2, Тбилиси, 1950-1951.
- Церетели Георгий Избранное. Тбилиси, 1957.